# مصطلح التحفظ الكنسي

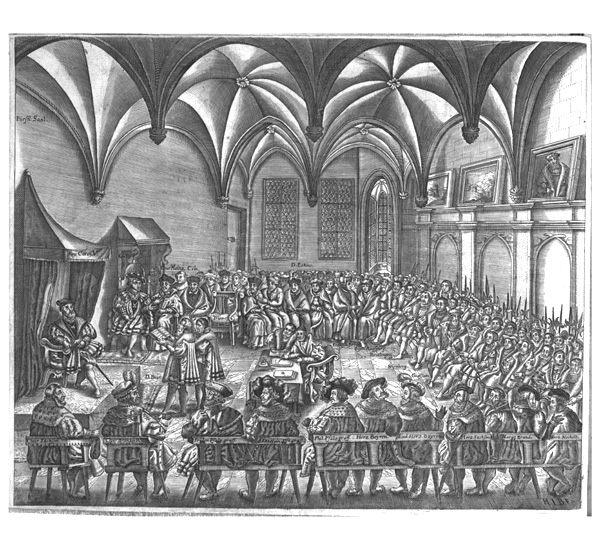
ممثلو العقارات الألمانية في مؤتمر أوغسبورغ يناقشون إمكانيات السلام الديني.

مُصطلح(التحفظ الكنسي) أو (يحفظ للكنيسة) تم ذكرهم كإجراء في(صلح اوغسبورغ)عام 1555م لإعلاء مبدأ التبعية الدينية في الأراضي الكنسية، فالأراضي المتوارثة للأسر الحاكمة أي التي يحكمها أمير أو دوق(رتبة إنجليزية)كان لزامًا على الساكنين بها أن يعتنقوا نفس ديانة الحاكم الإقليمي.
أما الأراضي الكنسية التي يحكمها أسقف أو رئيس دير؛ فبسبب المصطلحين السابقين المذكورين في معاهدة اوغسبورغ أصبح الحاكم يتنازل عن منصبه أو يُستَبدل بحاكم كاثوليكي إذا حوّل انتمائه إلى اللوثرية (نسبة إلى مارتن لوثر كينج)، وقبل ذلك التغيير الذي أحدثته المعاهدة و مبادئها كانت الإمارة كلها بشعبها تحوّل انتمائها إلى اللوثرية(البروتستانتية) لو غير الحاكم انتمائه.
تم إقرار هذا الإجراء في المعاهدة بسبب السُلطة الإمبراطورية ولم يكن مؤيَدًا من قِبَل البروتستانت برغم أنهم لم يستعملوا حق الفيتو(النقض)، ولكن في المقابل حصل البروتستانت على إعلان فرديناندي الذي بمقتضاه تم حماية مدن وفرسان ومجتمعات البروتستانت حتى تلك المناطق التي طُبِق فيها نظام التحفظ الكنسي.
حدث نزاع حول هذا الإجراء عام 1583م عندما اعتنق رئيس أساقفة كولونيا Gebhard Truchsess von Waldburg البروتستانتية وتحديدًا مذهب الكالفينية. وفي حرب كولونيا كان جيبهارد مُدعوم من جمهورية هولندا ومن الناخبين ورغم ذلك هُزِم أمام غريمه الكاثوليكي إرنست بافاريا الذي كان مدعوًما من الملك ويليام الخامس وأخيه دوق بافاريا وملك إسبانيا فيليب الثاني وجيشه بقيادة دوق بارما الاسكندر فارنيز، وبانتصار إرنست على المنطقة تمكن من تثبيت إجراء التحفظ الكنسي.
ومع استمرار الشكوى تجاه الإجراء من قِبل مُعتنقي البروتستانتية وبعد صعود ماتياس الإمبراطور الروماني فكر مُستشاره Melchior Klesl في حل التحالفات الدينية آنذاك -الاتحاد البروتستانتي والكاثوليكي- وذلك لتوحيد الشعب بمختلف عقائدة مرة أخرى تحت سُلطة الإمبراطورية، ولكن جاء رد الاتحاد البروتستانتي المتواجد في إحدى مقاطعات ألمانيا (أوتنبورغ أوب دير توبير) برفض الحل وكان ذلك تحديدًا في مارس 1613م، أما الاتحاد الكاثوليكي استمر قائمًا بمزعم تصحيح المشاكل القديمة بما فيها إجراء التحفظ الكنسي.